# Araken
Araken, pseudonimo di Araken Patusca (San Paolo, 17 luglio 1905 – Santos, 24 gennaio 1990), è stato un calciatore brasiliano, di ruolo attaccante.

## Caratteristiche tecniche
Giocava come attaccante, e insieme a Siriri, Camarão, Feitiço e Evangelista formò l'attacco del Santos che nel 1927 segnò 100 reti, realizzandone personalmente 31.

## Carriera

### Club
Il debutto di Arakén nel calcio avvenne in circostanze particolari: a 15 anni, mentre assisteva a Santos-Jundiaí al Vila Belmiro, in quanto figlio dell'allora presidente Sizino Patusca, sostituì Edgar da Silva Marques, infortunatosi prima della partita, segnando 4 reti delle 5 realizzate dal Santos nel pareggio per 5-5. Quando fu prestato al Paulistano nel 1925 per una tournée in Europa, la sua fama si estese giocando a fianco di Arthur Friedenreich.

### Nazionale
Fu l'unico giocatore paulista a giocare per la Nazionale di calcio del Brasile durante il campionato del mondo 1930 disputatosi in Uruguay.

## Palmarès

### Club

#### Competizioni nazionali
- Campionato paulista: 2

San Paolo da Floresta: 1931
Santos: 1935

### Individuale
- Capocannoniere del Campionato Paulista: 1

1927 (31 gol)